# Olesya Zykina
Olesya Nikolaïevna Zykina (russe : Олеся Николаевна Зыкина), née le 7 octobre 1980, est une athlète russe spécialiste du sprint et du 400 m. Elle est championne d'Europe 2002 sur 400m et participe régulièrement aux relais pour la Russie. Aux Jeux olympiques d'été de 2004 à Athènes, elle remportant l'argent sur 4 × 400 m.

## Palmarès

### Jeux olympiques
- Jeux olympiques de 2004 à Athènes ( Grèce)
  -  Médaille d'argent en relais 4 × 400 m

### Championnats du monde d'athlétisme
- Championnats du monde d'athlétisme de 2001 à Edmonton ( Canada)
  -  Médaille de bronze en relais 4 × 400 m
- Championnats du monde d'athlétisme de 2003 à Paris ( France)
  -  Médaille d'argent en relais 4 × 400 m
- Championnats du monde d'athlétisme de 2005 à Helsinki ( Finlande)
  - 6e sur du 400 m
  -  Médaille d'or en relais 4 × 400 m (participation aux séries)

### Championnats du monde d'athlétisme en salle
- Championnats du monde d'athlétisme en salle de 2001 à Lisbonne ( Portugal)
  -  Médaille de bronze sur 400 m
  -  Médaille d'or en relais 4 × 400 m
- Championnats du monde d'athlétisme en salle de 2003 à Birmingham ( Royaume-Uni)
  -  Médaille d'or en relais 4 × 400 m
- Championnats du monde d'athlétisme en salle de 2008 à Valence ( Espagne)
  -  Médaille d'or sur 400 m
  -  Médaille d'or en relais 4 × 400 m

### Championnats d'Europe d'athlétisme
- Championnats d'Europe d'athlétisme de 2002 à Munich ( Allemagne)
  -  Médaille d'or sur 400 m
  -  Médaille d'argent du relais 4 × 400 m

### Championnats d'Europe d'athlétisme en salle
- Championnats d'Europe d'athlétisme en salle de 2000 à Gand ( Belgique)
  -  Médaille d'or du relais 4 × 400 m
- Championnats d'Europe d'athlétisme en salle de 2007 à Birmingham ( Royaume-Uni)
  -  Médaille d'argent sur 400 m
  -  Médaille d'argent du relais 4 × 400 m

### Championnats du monde junior d'athlétisme
- Championnats du monde junior d'athlétisme de 1998 à Annecy ( Suisse)
  -  Médaille d'argent du relais 4 × 400 m